# Tres Quintanas
Tres Quintanas es un despoblado que actualmente forma parte de la localidad de Urbina de Basabe, del concejo de Marinda, que está situado en el municipio de Cuartango, en la provincia de Álava, País Vasco (España).

## Historia
Documentado desde el siglo XIII, se la situaba entre las localidades de Santa Eulalia y Villamanca. Se desconoce cuándo se despobló.